# Butch Lee
Alfred A, „Butch” Lee Porter (ur. 5 grudnia 1956 w San Juan) – portorykański koszykarz, występujący na pozycji rozgrywającego, mistrz NBA z 1980 roku.
Jest jednym z ponad 40 zawodników w historii, którzy zdobyli zarówno mistrzostwo NCAA, jak i NBA w trakcie swojej kariery sportowej.

## Osiągnięcia
NCAA
- Mistrz NCAA (1977)[3]
- Zawodnik Roku NCAA[4]:
  - im. Naismitha (1978)[5]
  - Associated Press (1978)[6]
  - United Press International (1978)[7]
- MOP (Most Outstanding Player) NCAA Final Four (1977)[4]
- Laureat nagrody Adolph Rupp Trophy (1978)[4]
- Zaliczony do[4]:
  - I składu:
    - All-American (1978)
    - turnieju NCAA (1977)[8]

  - II składu All-American (1977)

Portoryko
- 2-krotny mistrz Portoryko (1976, 1985)
- 2-krotny wicemistrz Portoryko (1977, 1989)

NBA
- Mistrz NBA (1980)[1]

Reprezentacja
- Uczestnik igrzysk olimpijskich (1976 – 9. miejsce)[9]
- Lider igrzysk olimpijskich w skuteczności rzutów z gry (1976 – 64,1%)[10]

Trenerskie
- Wicemistrz Portoryko (1992)